# MTV Video Music Award para Melhor Vídeo de Hip Hop
O MTV Video Music Award para Melhor Vídeo de Hip Hop (em inglês, MTV Video Music Award for Best Hip Hop Video) foi entregue pela primeira vez no MTV Video Music Awards de 1999. O prêmio, de acordo com a MTV, foi originalmente destinado a canções inspiradas no hip hop, mas não necessariamente de hip hop (que costumavam homenageados como Melhor Vídeo de Rap, que foi atribuído de 1989 a 2006). Isso explica o reconhecimento de canções que não são de hip hop, como "Thong Song" e "I'm Real (Remix)". O prêmio não foi entregue em 2007, pois os VMAs foram reformulados e a maioria das categorias originais foram eliminadas, O prêmio Melhor Vídeo de Hip Hop foi restabelecido em 2008. Então, as regras relativas ao prêmio mudaram, já que vídeos de R&B e rap também se tornaram elegíveis para indicações nesta categoria, uma vez que os prêmios de Melhor Vídeo de Rap e Melhor Vídeo de R&B haviam deixado de ser entregues em 2007 (sendo que o segundo voltou a ser atribuído apenas em 2019).
Nicki Minaj tem o maior número de vitórias nesta categoria, com um total de cinco. Drake recebeu o prêmio três vezes, sendo que Eminem, Missy Elliott e Outkast o venceram duas vezes cada.
Drake é o artista com mais indicações nesta categoria (com 14), seguido de Kanye West (10) e Lil Wayne (7).

## Vencedores e indicados

### Década de 1990
| Ano  | Vencedor(a)(s)                 | Indicados | Ref.  |
| ---- | ------------------------------ | --- | ----- |

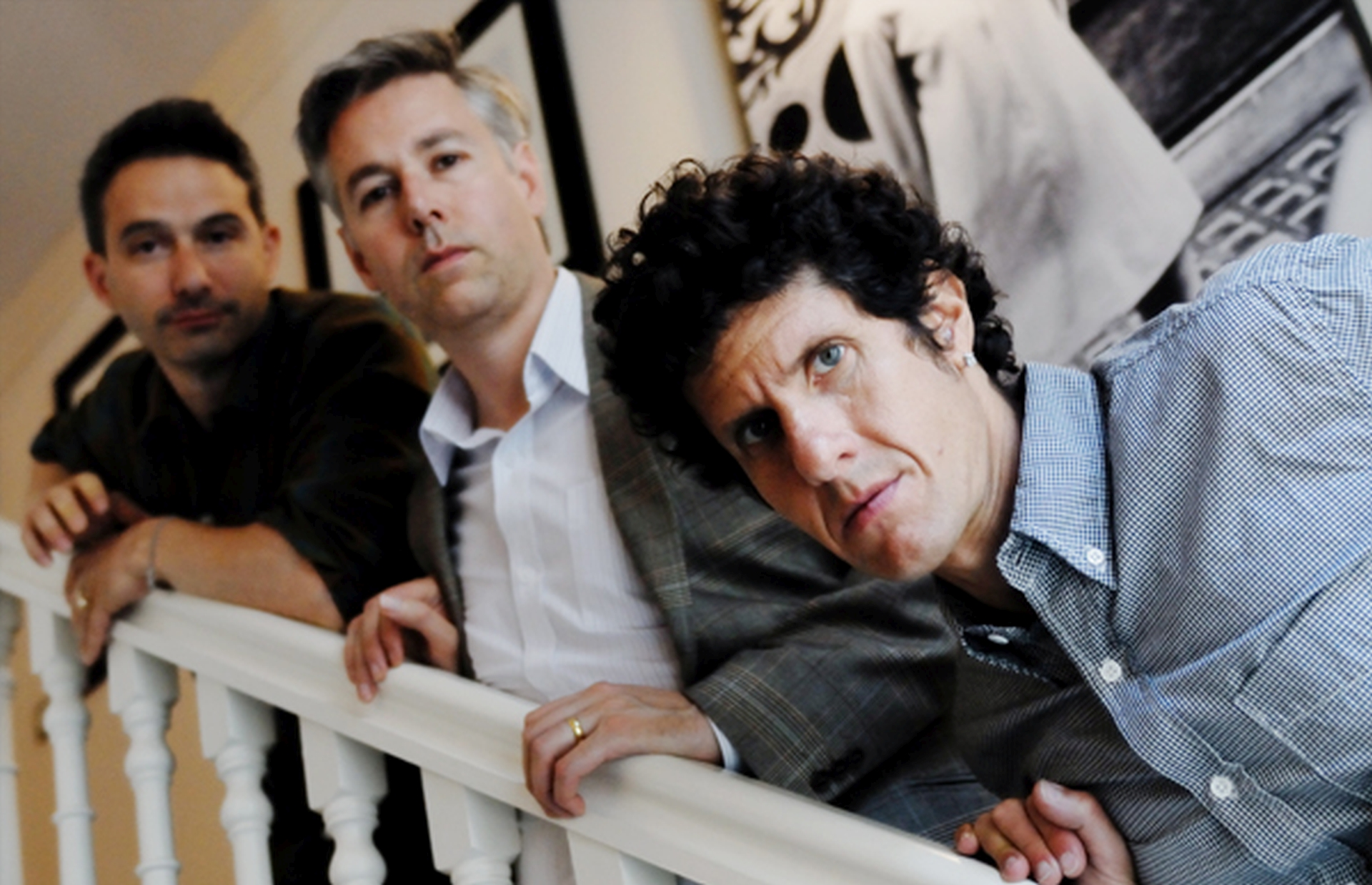
Beastie Boys foi o primeiro ato a vencer o prêmio, em 1999

| 1999 | Beastie Boys – "Intergalactic" | - Busta Rhymes (com part. de Janet Jackson) – "What's It Gonna Be?!" - Lauryn Hill – "Doo Wop (That Thing)" - TLC – "No Scrubs" | [ 1 ] |

### Década de 2000
| Ano                             | Vencedor(a)(s)                                                     | Indicados | Ref.   |
| ------------------------------- | ------------------------------------------------------------------ | --- | ------ |

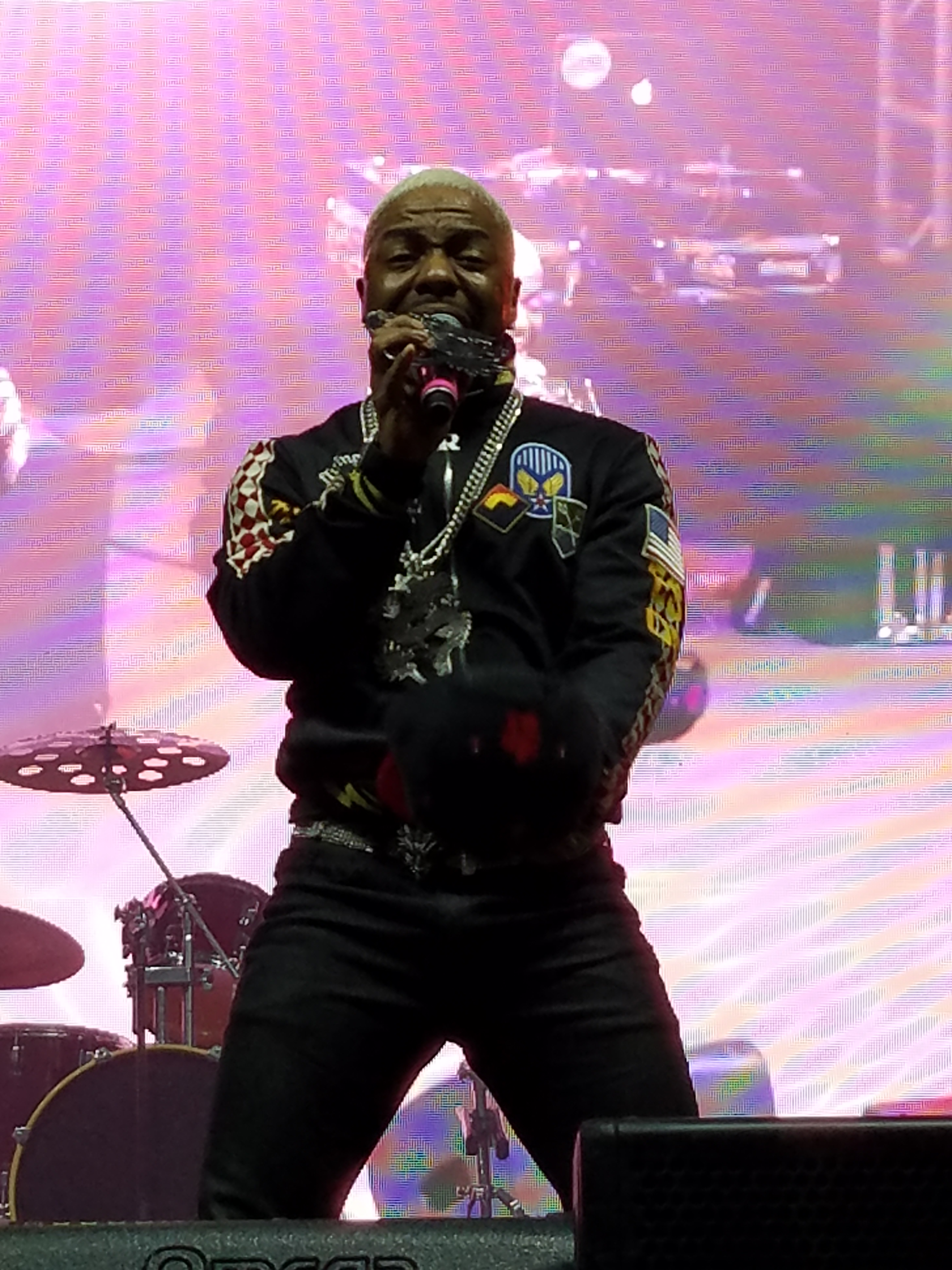
Sisqó venceu o prêmio de 2000

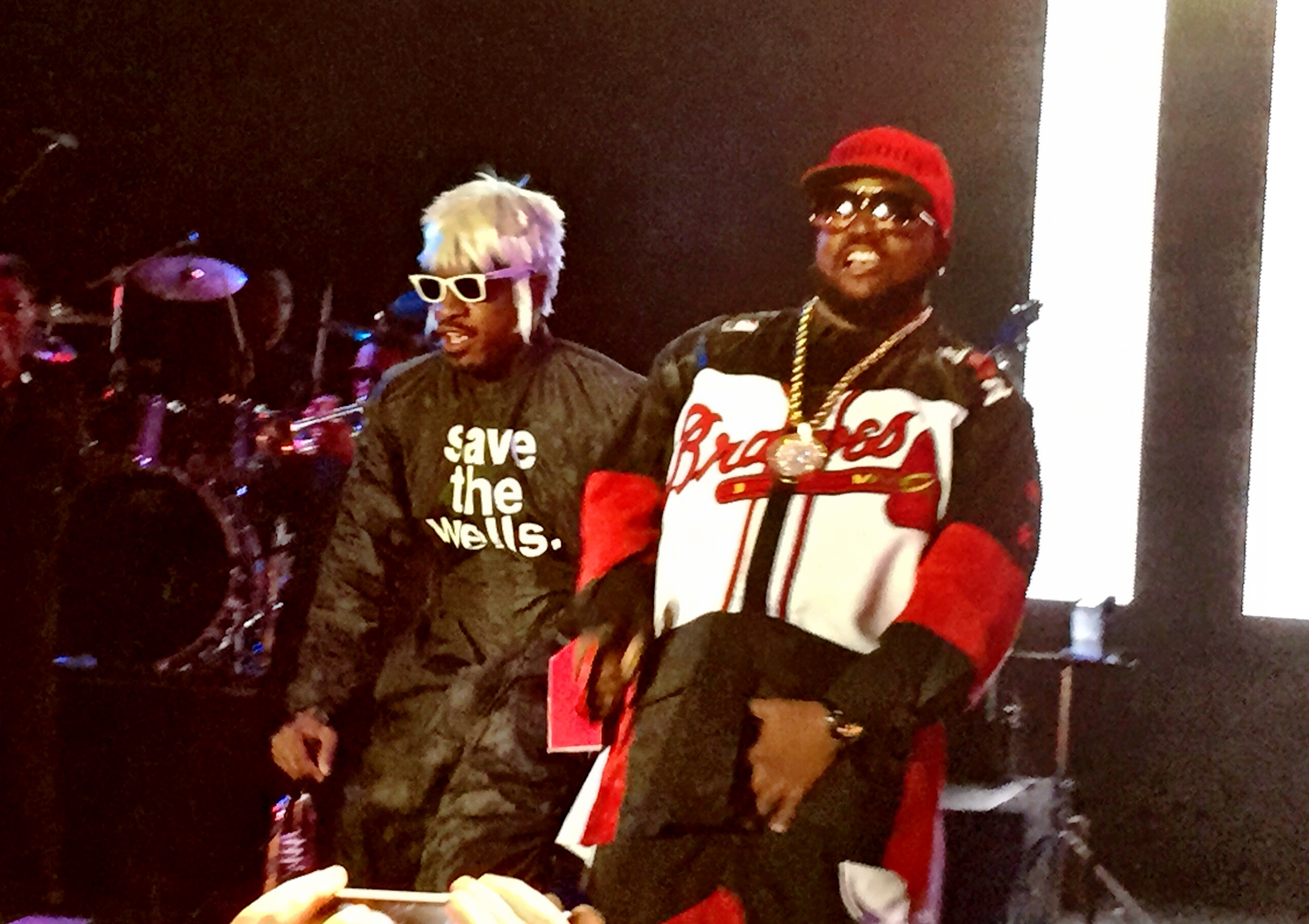
A dupla Outkast venceu o prêmio duas vezes, (em 2001 e 2004)

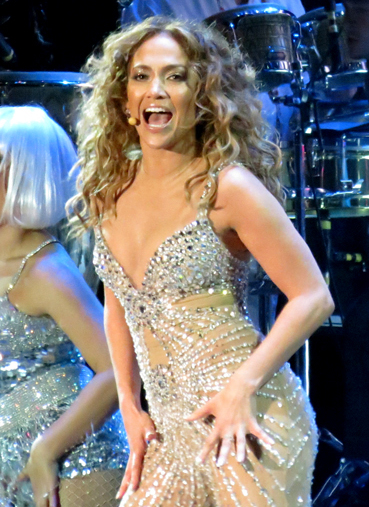
Jennifer Lopez venceu o prêmio de 2002

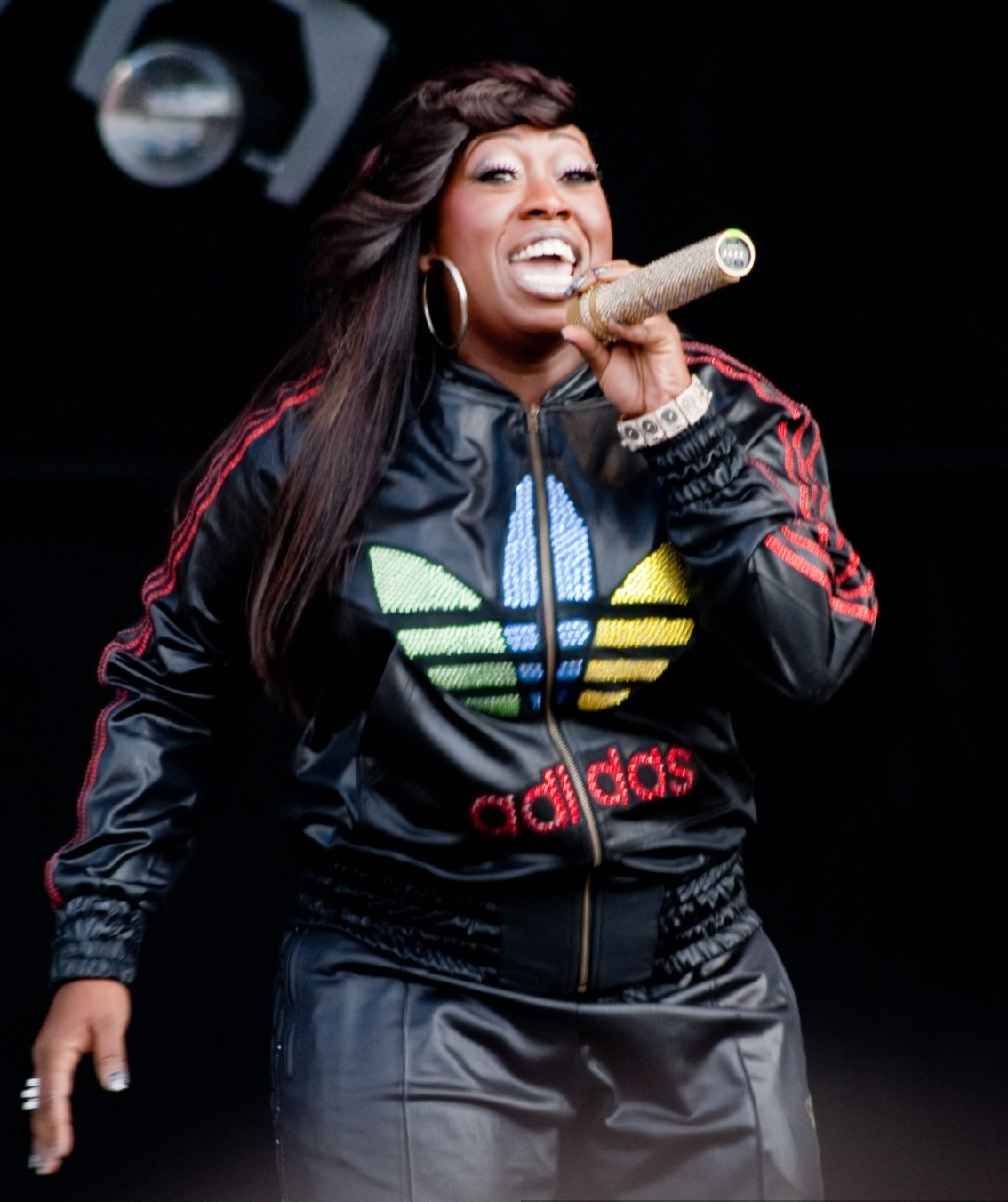
Missy Elliott venceu o prêmio duas vezes (em 2003 e 2005)

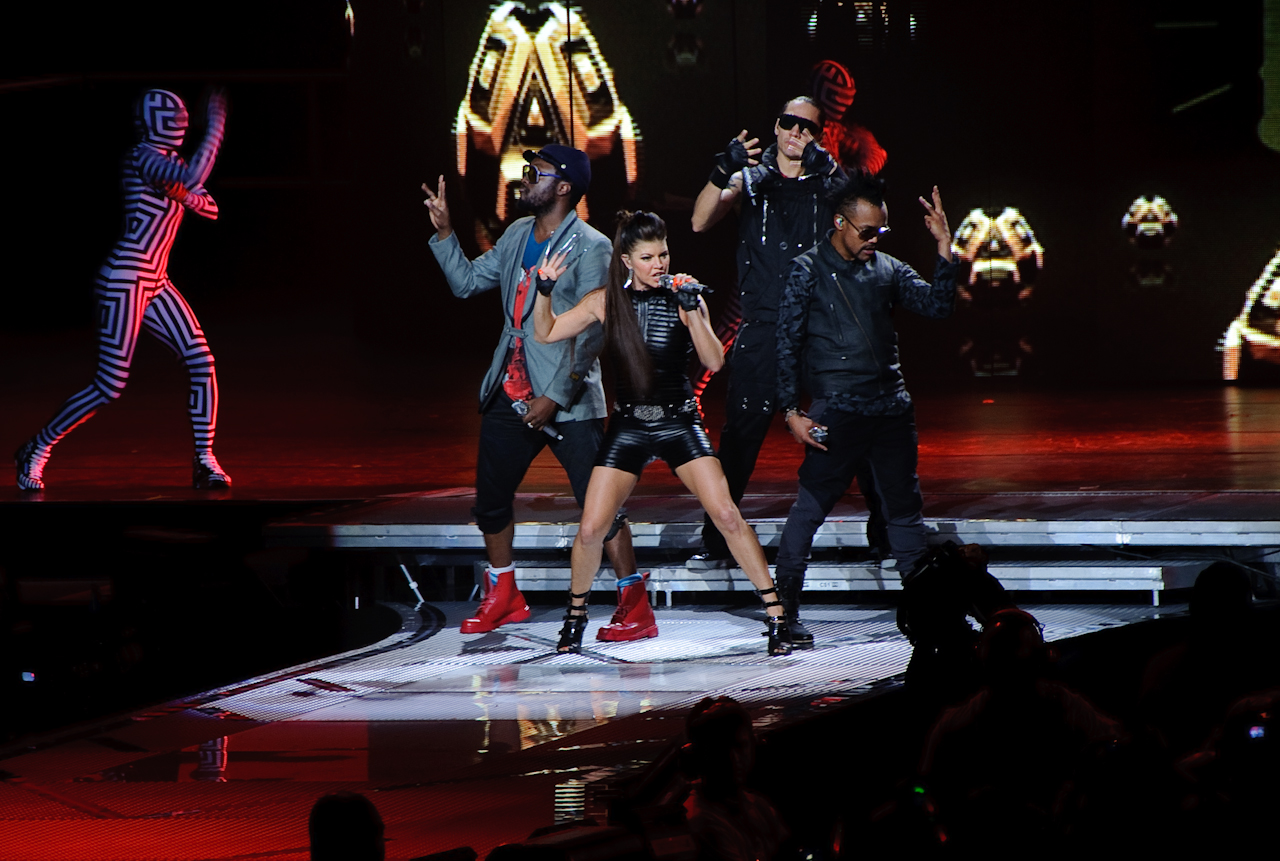
O grupo The Black Eyed Peas venceu o prêmio de 2006

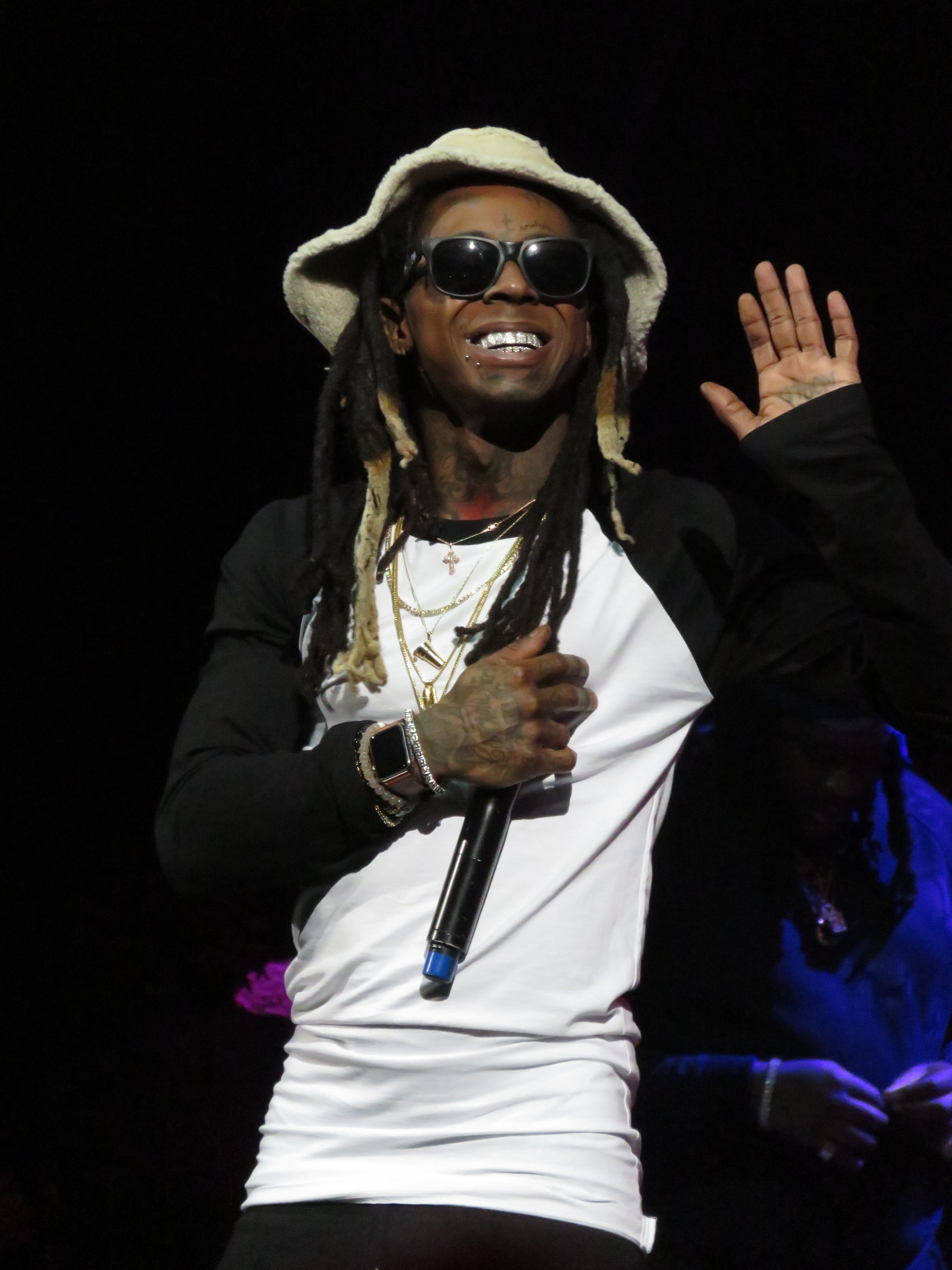
Lil Wayne venceu o prêmio de 2008

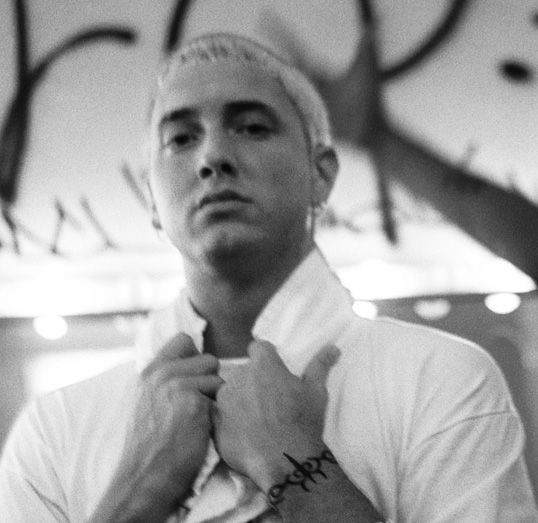
Eminem venceu o prêmio por dois anos consecutivos (2009 e 2010)

| 2000                            | Sisqó – "Thong Song"                                               | - Lauryn Hill – "Everything Is Everything" - Juvenile – "Back That Thang Up" - Limp Bizkit (com part. de Method Man) – "N 2 Gether Now" - Q-Tip – "Vivrant Thing" | [ 2 ]  |
| 2001                            | OutKast – "Ms. Jackson"                                            | - The Black Eyed Peas (com part. de Macy Gray) – "Request Line" - City High – "What Would You Do?" - Missy Elliott – "Get Ur Freak On" - Eve (com part. de Gwen Stefani) – "Let Me Blow Ya Mind" | [ 3 ]  |
| 2002                            | Jennifer Lopez (com part. de Ja Rule) – "I'm Real (Remix)"         | - Busta Rhymes (com part. de P. Diddy and Pharrell) – "Pass the Courvoisier, Part II" - Missy Elliott (com part. de Ludacris and Trina) – "One Minute Man" - Fat Joe (com part. de Ashanti) – "What's Luv?" - Ja Rule (com part. de Ashanti) – "Always on Time" - OutKast (com part. de Killer Mike) – "The Whole World" | [ 4 ]  |
| 2003                            | Missy Elliott – "Work It"                                          | - Busta Rhymes (com part. de Mariah Carey) – "I Know What You Want" - Jay-Z (com part. de Beyoncé) – "'03 Bonnie & Clyde" - Nelly – "Hot in Herre" - Snoop Dogg (com part. de Pharrell and Uncle Charlie Wilson) – "Beautiful"                                                                                           | [ 5 ]  |
| 2004                            | OutKast – "Hey Ya!"                                                | - The Black Eyed Peas – "Hey Mama" - Chingy (com part. de Ludacris and Snoop Dogg) – "Holidae Inn" - Nelly (com part. de P. Diddy and Murphy Lee) – "Shake Ya Tailfeather" - Kanye West (com part. de Syleena Johnson) – "All Falls Down"                                                                                | [ 6 ]  |
| 2005                            | Missy Elliott (com part. de Ciara e Fatman Scoop) – "Lose Control" | - Common – "Go" - Nas (com part. de Olu Dara) – "Bridging the Gap" - Snoop Dogg (com part. de Pharrell) – "Drop It Like It's Hot" - Kanye West – "Jesus Walks" | [ 7 ]  |
| 2006                            | The Black Eyed Peas – "My Humps"                                   | - Common – "Testify" - Daddy Yankee – "Rompe" - Three 6 Mafia (com part. de Young Buck e 8Ball & MJG) – "Stay Fly" - Kanye West (com part. de Jamie Foxx) – "Gold Digger" | [ 8 ]  |
| Nenhum prêmio concedido em 2007 |                                                                    | |        |
| 2008                            | Lil Wayne (com part. de Static Major) – "Lollipop"                 | - Mary J. Blige – "Just Fine" - Lupe Fiasco (com part. de Matthew Santos) – "Superstar" - Flo Rida (com part. de T-Pain) – "Low" - Kanye West (com part. de Chris Martin) – "Homecoming" | [ 9 ]  |
| 2009                            | Eminem – "We Made You"                                             | - Flo Rida (com part. de Kesha) – "Right Round" - Jay-Z – "D.O.A. (Death of Auto-Tune)" - Asher Roth – "I Love College" - Kanye West – "Love Lockdown" | [ 10 ] |

### Década de 2010
| Ano  | Vencedor(a)(s)                                                      | Indicados | Ref.   |
| ---- | ------------------------------------------------------------------- | --- | ------ |

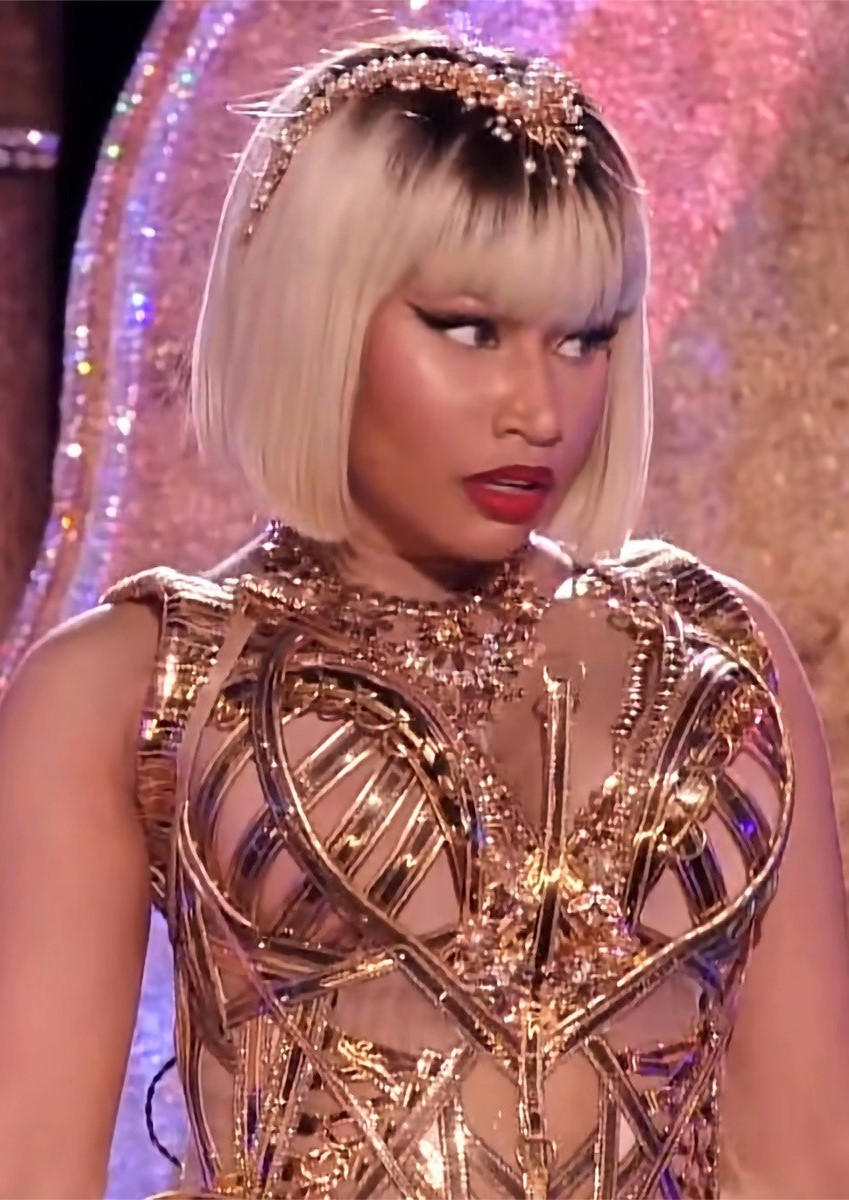
Nicki Minaj venceu o prêmio cinco vezes (2011, 2015, 2018, 2022 e 2023)

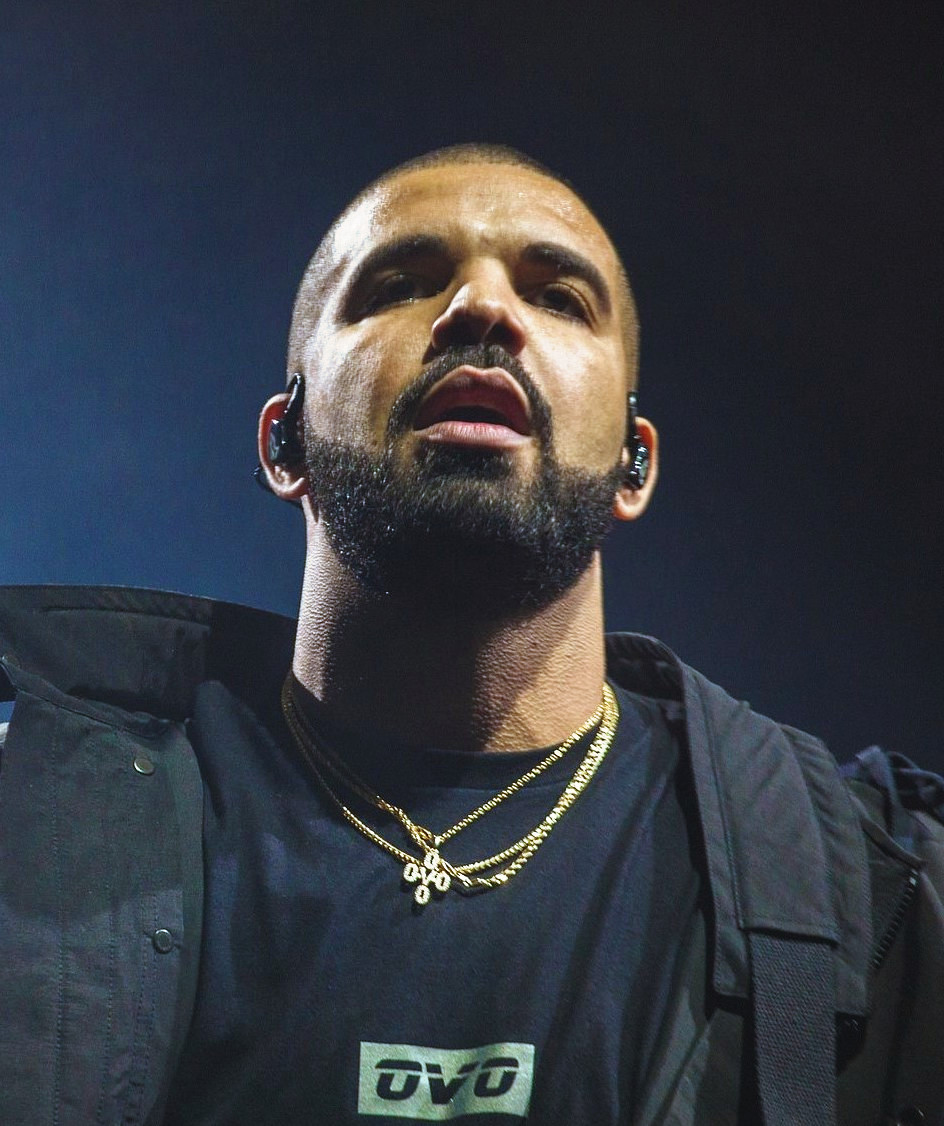
Drake venceu o prêmio três vezes (2012, 2014 e 2016)

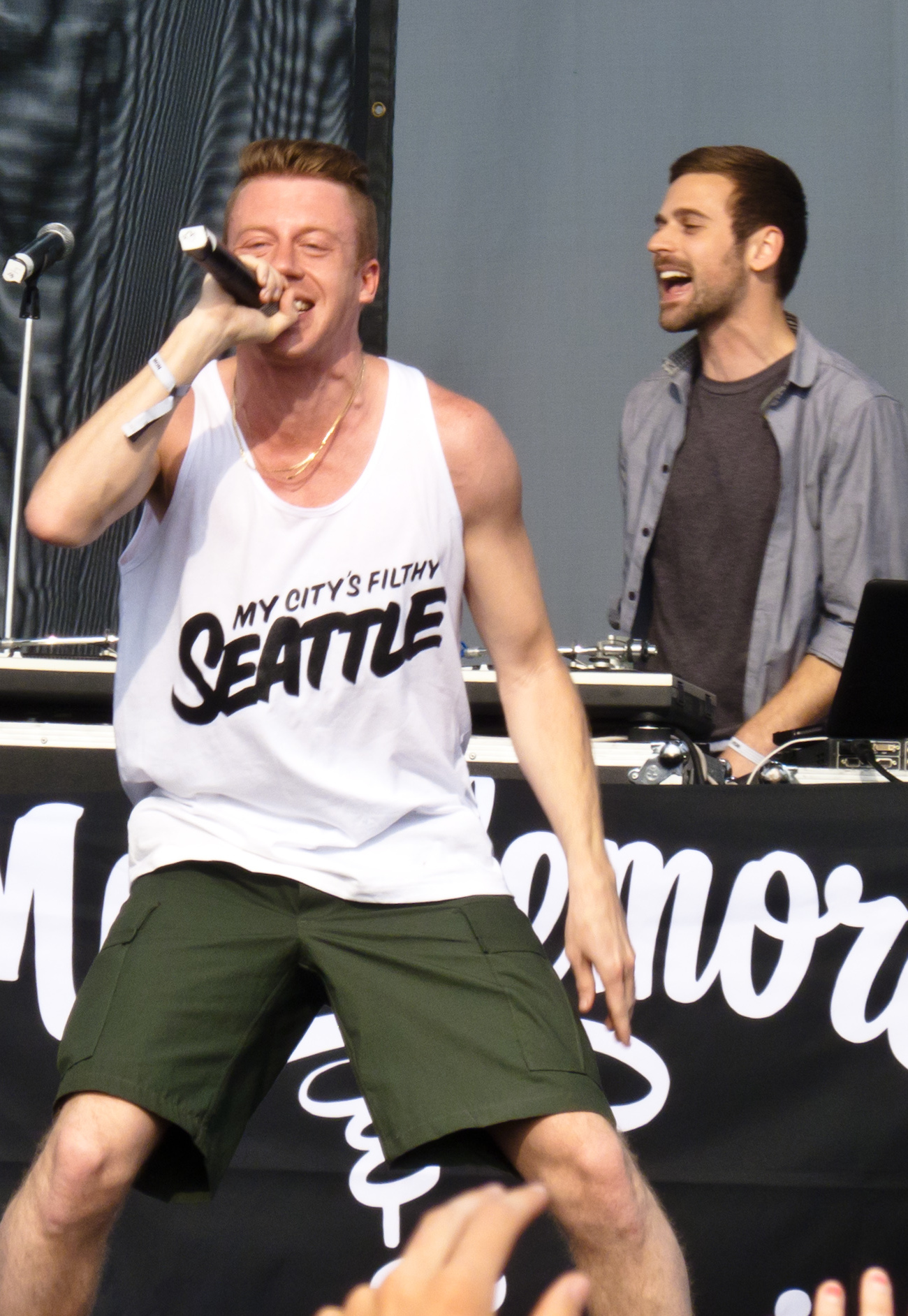
A dupla Macklemore & Ryan Lewis venceu o prêmio de 2013

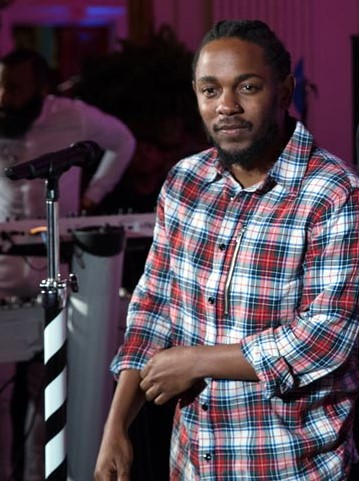
Kendrick Lamar venceu o prêmio de 2017

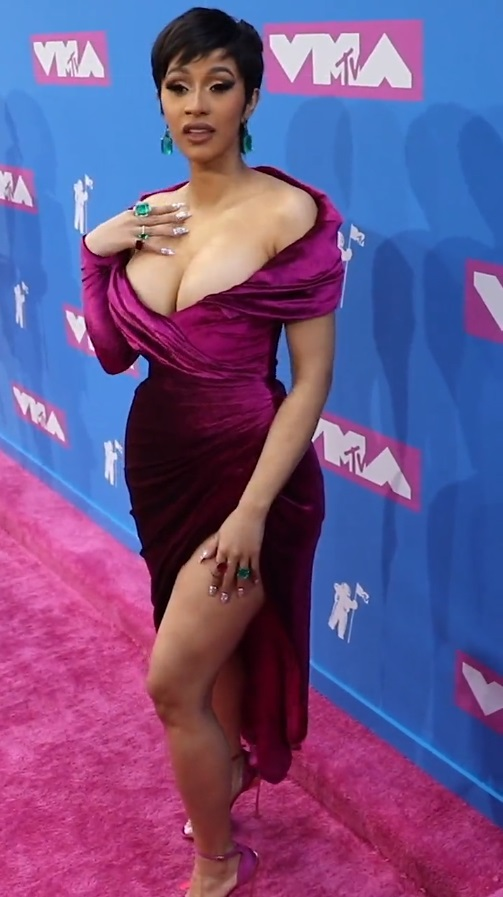
Cardi B venceu o prêmio de 2019

| 2010 | Eminem – "Not Afraid"                                               | - B.o.B (com part. de Hayley Williams) – "Airplanes" - Drake (com part. de Kanye West, Lil Wayne e Eminem) – "Forever" - Jay-Z (com part. de Swizz Beatz) – "On to the Next One" - Kid Cudi (com part. de MGMT e Ratatat) – "Pursuit of Happiness"                                                  | [ 11 ] |
| 2011 | Nicki Minaj – "Super Bass"                                          | - Chris Brown (com part. de Lil Wayne and Busta Rhymes) – "Look at Me Now" - Lupe Fiasco – "The Show Goes On" - Lil Wayne (com part. de Cory Gunz) – "6 Foot 7 Foot" - Kanye West (com part. de Rihanna e Kid Cudi) – "All of the Lights"                                                           | [ 12 ] |
| 2012 | Drake (com part. de Lil Wayne) – "HYFR"                             | - Childish Gambino – "Heartbeat" - Jay-Z e Kanye West – "Paris" - Nicki Minaj (com part. de 2 Chainz) – "Beez in the Trap" - Kanye West (com part. de Big Sean, Pusha T e 2 Chainz) – "Mercy" | [ 13 ] |
| 2013 | Macklemore e Ryan Lewis (com part. de Ray Dalton) – "Can't Hold Us" | - A$AP Rocky (com part. de 2 Chainz, Drake e Kendrick Lamar) – "Fuckin' Problems" - J. Cole (com part. de Miguel) – "Power Trip" - Drake – "Started from the Bottom" - Kendrick Lamar – "Swimming Pools (Drank)"                                                                                    | [ 14 ] |
| 2014 | Drake (com part. de Majid Jordan) – "Hold On, We're Going Home"     | - Childish Gambino – "3005" - Eminem – "Berzerk" - Kanye West – "Black Skinhead" - Wiz Khalifa – "We Dem Boyz" | [ 15 ] |
| 2015 | Nicki Minaj – "Anaconda"                                            | - Big Sean (com part. de E-40) – "I Don't Fuck with You" - Fetty Wap – "Trap Queen" - Kendrick Lamar – "Alright" - Wiz Khalifa (com part. de Charlie Puth) – "See You Again" | [ 16 ] |
| 2016 | Drake – "Hotline Bling"                                             | - 2 Chainz – "Watch Out" - Chance the Rapper (com part. de Saba) – "Angels" - Desiigner – "Panda" - Bryson Tiller – "Don't" | [ 17 ] |
| 2017 | Kendrick Lamar – "Humble"                                           | - Big Sean – "Bounce Back" - Chance the Rapper – "Same Drugs" - DJ Khaled (com part. de Justin Bieber, Quavo, Chance the Rapper e Lil Wayne) – "I'm the One" - DRAM (com part. de Lil Yachty) – "Broccoli" - Migos (com part. de Lil Uzi Vert) – "Bad and Boujee"                                   | [ 18 ] |
| 2018 | Nicki Minaj – "Chun-Li"                                             | - Cardi B (com part. de 21 Savage) – "Bartier Cardi" - The Carters – "Apeshit" - Drake – "God's Plan" - J. Cole – "ATM (Addicted to Money)" - Migos (com part. de Drake) – "Walk It Talk It" | [ 19 ] |
| 2019 | Cardi B – "Money"                                                   | - 2 Chainz (com part. de Ariana Grande) – "Rule the World" - 21 Savage (com part. de J. Cole) – "A Lot" - DJ Khaled (com part. de Nipsey Hussle and John Legend) – "Higher" - Lil Nas X (com part. de Billy Ray Cyrus) – "Old Town Road (Remix)" - Travis Scott (com part. de Drake) – "Sicko Mode" | [ 20 ] |

### Década de 2020
| Ano  | Vencedor(a)(s)                                                | Indicados | Ref.   |
| ---- | ------------------------------------------------------------- | --- | ------ |

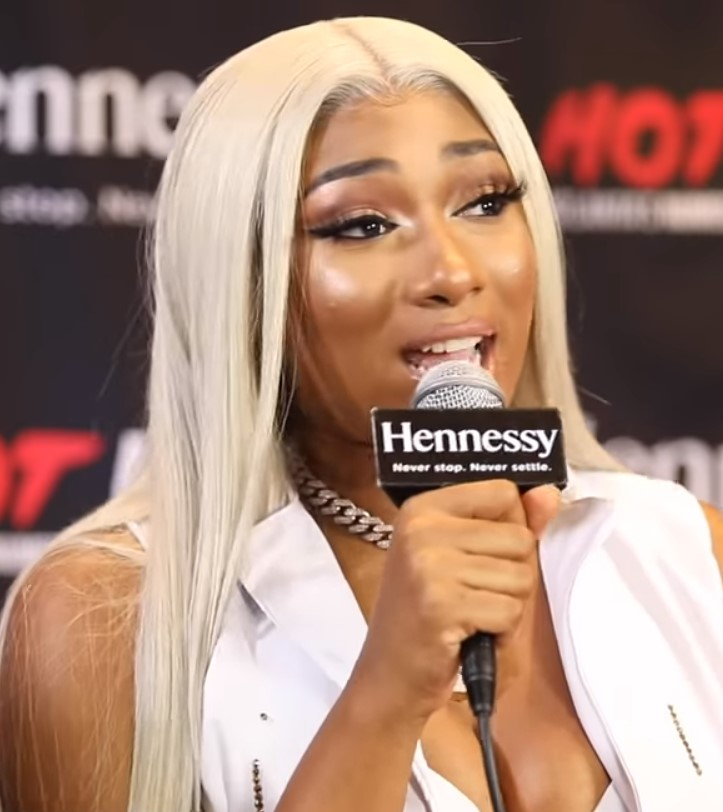
Megan Thee Stallion venceu o prêmio de 2020

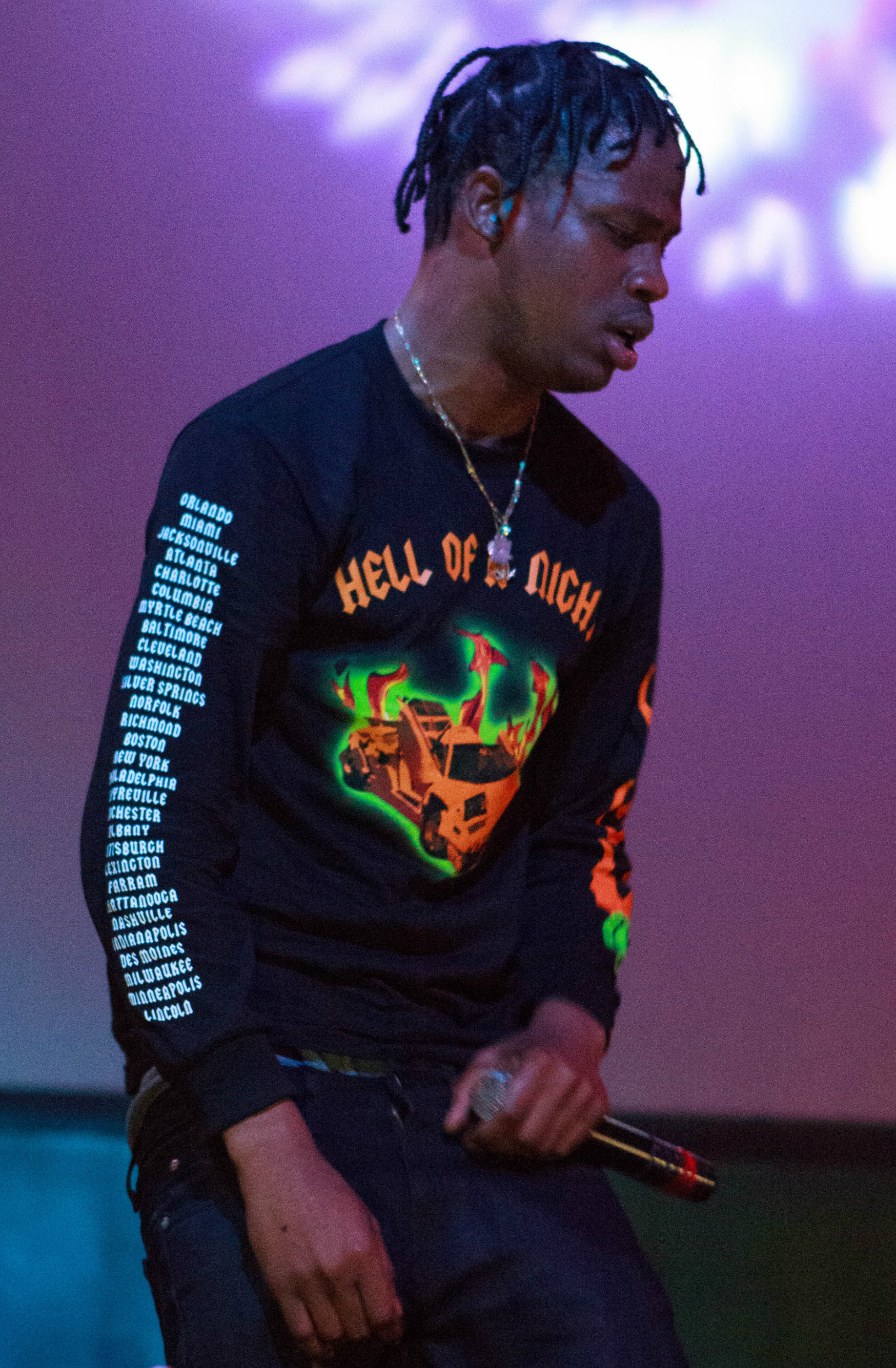
Travis Scott venceu o prêmio de 2021

| 2020 | Megan Thee Stallion – "Savage"                                | - DaBaby – "Bop" - Eminem (com part. de Juice Wrld) – "Godzilla" - Future (com part. de Drake) – "Life Is Good" - Roddy Ricch – "The Box" - Travis Scott – "Highest in the Room" | [ 21 ] |
| 2021 | Travis Scott (com part. de Young Thug e M.I.A.) – "Franchise" | - Cardi B (com part. de Megan Thee Stallion) – "WAP" - Drake (com part. de Lil Durk) – "Laugh Now Cry Later" - Lil Baby (com part. de Megan Thee Stallion) – "On Me (Remix)" - Moneybagg Yo – "Said Sum" - Polo G – "Rapstar" | [ 22 ] |
| 2022 | Nicki Minaj (com part. de Lil Baby) – "Do We Have a Problem?" | - Eminem and Snoop Dogg – "From the D 2 the LBC" - Future (com part. de Drake e Tems) – "Wait for U" - Kendrick Lamar – "N95" - Latto – "Big Energy" - Pusha T – "Diet Coke" | [ 23 ] |
| 2023 | Nicki Minaj – "Super Freaky Girl"                             | - Diddy (com part. de Bryson Tiller, Ashanti, Yung Miami) – "Gotta Move On" - DJ Khaled (com part. de Drake & Lil Baby) – "Staying Alive" - GloRilla e Cardi B – "Tomorrow 2" - Lil Uzi Vert – "Just Wanna Rock" - Lil Wayne (com part. de Swizz Beatz e DMX) – "Kant Nobody" - Metro Boomin (com part. de Future) – "Superhero (Heroes and Villains)" | [ 24 ] |
| 2024 | Eminem – "Houdini"                                            | - Drake (com part. de Sexxy Red e SZA) – "Rich Baby Daddy - GloRilla – "Yeah Gloǃ" - Gunna – "FukUMean" - Megan Thee Stallion – "Boa" - Travis Scott (com part. de Playboy Carti) – "Feǃn" | [ 25 ] |
| 2025 |                                                               | - Doechii – "Anxiety" - Drake – "Nokia" - Eminem com participação de Jelly Roll – "Somebody Save Me" - GloRilla (com part. de Sexyy Red) – "Whatchu Kno About Me" - Kendrick Lamar – "Not Like Us" - LL Cool J (com part. de Eminem) – "Murdergram Deux" - Travis Scott – "4x4"                                                                        | [ 26 ] |